# カトー航空603便不時着事故
カトー航空603便不時着事故は、2003年12月4日にノルウェーで発生した航空事故である。ロスト空港からボードー空港へ向かっていたカトー航空603便（ドルニエ 228-202）が飛行中に落雷に見舞われた。落雷により、昇降舵が動作不能となったが、パイロットは機体を滑走路手前に不時着させた。乗員乗客4人は負傷したが死者はなかった。
2005年、機長と副操縦士はポラリス賞を受賞した。また、同時にカトー航空の別のパイロット2人も表彰された。

## 飛行の詳細

### 事故機

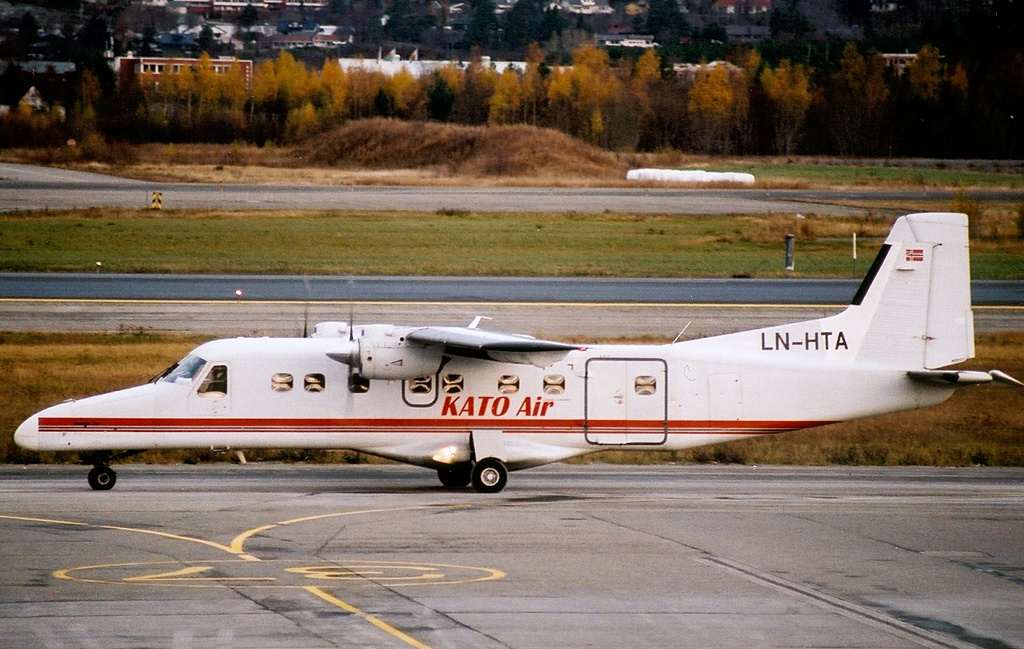
2002年10月に撮影された事故機

事故機のドルニエ 228-202（LN-HTA）は、1987年に製造番号8127として製造された。同年にノルヴィングに納入されており、総飛行時間は11,069時間であった。

### 乗員乗客
機長は49歳の男性で、2003年5月にカトー航空に入社した。機長はカトー航空に入社する以前、ノルヴィングやエア・ストードでドルニエ 228などを操縦していた。総飛行時間は6,400時間で、同型機では700時間の経験があった。
副操縦士は35歳の男性で、2003年1月にカトー航空に入社した。総飛行時間は1,450時間で、同型機では260時間の経験があった。
当初、603便には7人の乗客が搭乗する予定だった。しかし悪天候だったため夫婦とその3人の子供が搭乗しなかった。そのため実際に搭乗したのは乗客2人だけだった。

## 事故の経緯
603便はロスト空港を8時25分に離陸した。8時28分、管制官はパイロットに6,000フィート (1,800 m)までの上昇を許可した。事故当時、ボードー空港付近では強い西風が吹いていたため、滑走路25が着陸に使用されていた。また、空港付近で激しい落雷も観測されていた。8時36分、ボードー空港にヴィデロー航空803便（DHC-8）が東から進入していた。803便は進入中、にわか雨と激しい落雷に遭遇した。803便のパイロットは管制官にこの事を報告し、他機ににわか雨の中の入らないよう警告した。
8時43分、603便のパイロットは気象レーダーの表示がおかしいことに気づいた。激しい雨の中を飛行しているにもかかわらず、レーダーは強い雨雲を感知していなかった。8時44分、603便の機体前方部に雷が直撃した。このとき、603便は5,900フィート (1,800 m)を168ノット (311 km/h)で飛行していた。落雷により、パイロットは30秒ほど視界を奪われた。パイロットは以前にも数度落雷に遭遇していたが、この落雷は経験したことのないほど強く、眩しいものだった。
管制官に落雷を報告した後、パイロットは昇降舵が動作しないことに気づいた。推力を上げると機体は急激な上昇を始め、上昇率は毎分4,000フィート (1,200 m)に達し、速度は66ノット (122 km/h)まで低下した。機長はトリムを調節し、機体を安定させた。パイロットは緊急事態を宣言し、滑走路25への進入を開始した。機長が操縦を行い、副操縦士はエンジン操作を担当した。地上100フィート (30 m)まで降下したとき、降下率が突然増加した。そのため、603便はハードランディングし、バウンドした。機長は着陸復航を行い、左旋回で再び滑走路25へ進入を行った。2回目の進入では対気速度が101ノット (187 km/h)まで減少した。9時09分、603便は僅かに機首を上げた状態で地面に激突した。これにより機体には8.4 gがかかり、機体下部が押し潰されたが火災は発生しなかった。

### 被害状況

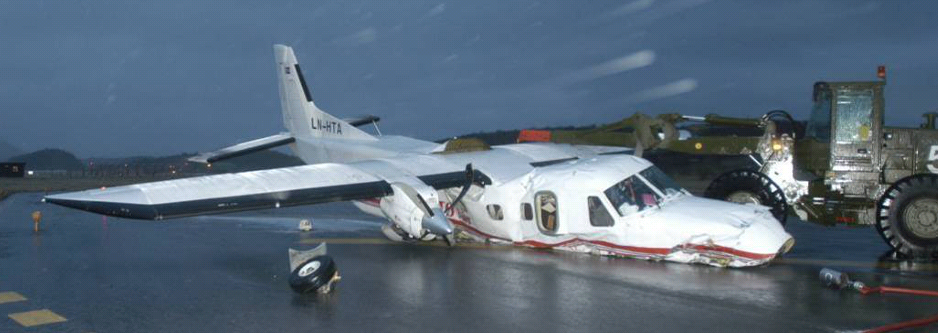
不時着後の603便

事故により機長は背骨を2箇所骨折した。副操縦士と乗客2人は軽傷だった。負傷者はノードランド病院に搬送された。ボードー空港は事故により一時的に閉鎖され、13時に再開した。

## 事故調査

### パイロットや管制官の行動
落雷に遭遇したとき、機体を操縦していたのは副操縦士だった。副操縦士は昇降舵が作動しないことに気づき、機長はこれを確認した。また、機長はトリムを調節することにより機体の姿勢をある程度制御できると気づいた。しかし、悪天候のため操縦はさらに困難になった。ドルニエは、昇降舵が作動しなくても機体を制御することは可能だと述べたが、603便のパイロットたちはこのような訓練を受けていなかった。AIBNは最終報告書で、パイロットたちは並外れた飛行技術を持っており、非常に厳しい条件下で最良を尽くしたと評価した。
管制官たちは必要な支援をパイロットに提供する一方で、不必要な交信を行わず、パイロットにできるだけ負荷をかけないようにした。AIBNは管制官たちは困難な状況をうまく調整したと報告書で述べた。

### 機体の損傷

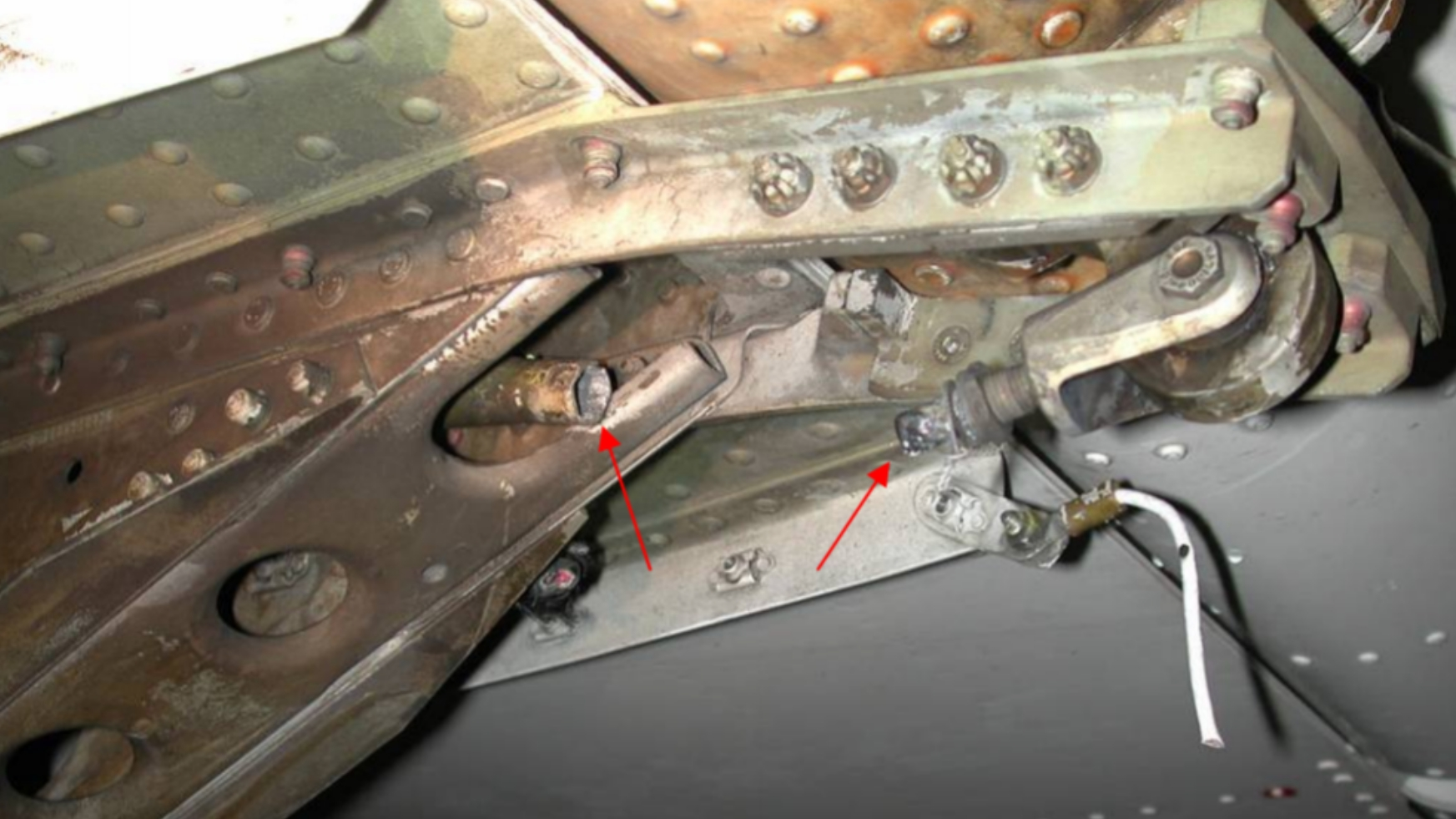
破損した昇降舵の接続部

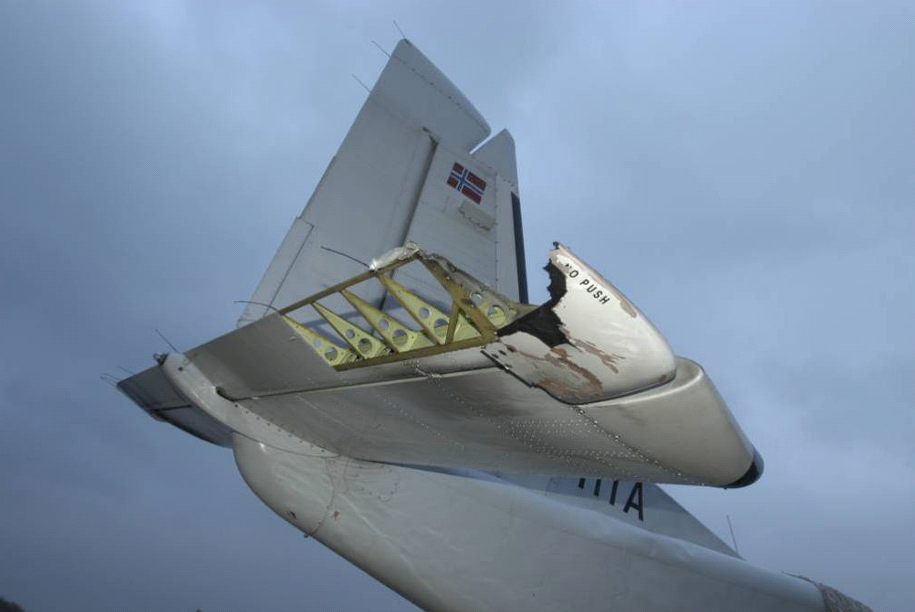
カバーが脱落した右昇降舵

AIBNは調査から、機体が5,900フィート (1,800 m)を飛行しているときに落雷に遭遇したと断定した。落雷は機体の左前方部に直撃し、そのまま尾部へ抜けていった。これにより、右昇降舵の接続部のボルトなどが破損し、昇降舵のカバーも脱落した。一方で、機内は落雷自体では一切損傷していなかった。

### 事故原因
AIBNは最終報告書で以下のことを述べた。
- 機体のディスプレイには気象情報を表示する機能がなかった
- 機体の気象レーダーは雨の強さについて正しく表示していなかった
- 事故以前に昇降舵などの結合部の最大30%が破損していた可能性がある
- 機体は非常に大きいエネルギーを持つ落雷に遭遇した。機体のボンディングはこの落雷に耐えきれず、機体の一部が破損した。
- 機体の制御が難しくなったことと、強風のため最終進入での降下率が不安定になった。そのためパイロットは機体が地面に激突するのを避けられなかった。